# Transclusione

Semplice transclusione del contenuto di una pagina "B" all'interno di "A"

La transclusione - come definito da Ted Nelson nel 1963 - è un modo per includere e per citare parti di un documento elettronico senza perdere il suo contesto corrente e senza che esso diventi una parte fisica del nuovo testo. La transclusione consente "di fare una copia virtuale di una parte di un documento da includere in un secondo documento. L'originale rimane intatto nella sua origine". 

Dentro Windows il sistema di transclusione si chiama Object Linking and Embedding.